# Gran duelo al amanecer
Gran duelo al amanecer es un film de 1972 dirigido por Giancarlo Santi y protagonizado por Lee Van Cleef, perteneciente al subgénero del spaghetti western.

## Argumento
En los violentos desiertos del Oeste, cualquier modo es bueno para ejercer el poder. Sin embargo, algunos hombres siguen creyendo en la Ley. Clayton (Lee Van Cleef) es uno de ellos; un hombre rápido con la pistola, que persigue a Philipp Wermeer (Alberto Dentice), acusado injustamente de haber matado al patriarca David Samson (Horst Frank), jefe de uno de los clanes más poderosos de la ciudad. A pesar de las hostilidades de algunos y los intereses conflictivos de otros, Clayton intentará que se cumpla la Ley. Aunque los tres hijos del patriarca Samson, dificultarán el trabajo de Clayton

## Curiosidades
- Como curiosidad cabe destacar que el tema-título de la banda sonora, compuesto por Luis Bacalov, aparece en las películas Kill Bill del director Quentin Tarantino.